# (6168) Isnello
(6168) Isnello est un astéroïde de la ceinture principale.

## Description
(6168) Isnello est un astéroïde de la ceinture principale. Il fut découvert le 5 mars 1981 à La Silla par Henri Debehogne et Giovanni de Sanctis. Il présente une orbite caractérisée par un demi-grand axe de 3,17 UA, une excentricité de 0,06 et une inclinaison de 2,6° par rapport à l'écliptique.

## Compléments